# 乾いて候
『乾いて候』（かわいてそうろう）は、小池一夫の作・原作による時代小説、劇画。またそれを元に制作されたテレビドラマ・舞台劇。
主人公の腕下主丞（かいなげ もんど）は、原作者の小池が田村をイメージして描いたもので、田村正和の当たり役の一つである。

## あらすじ
腕下主丞は表向きは8代将軍・徳川吉宗のお毒味役だが、裏では吉宗暗殺を企む尾張藩の刺客や甲賀忍者を斬り倒す凄腕の剣士。しかし、実は腕下主丞は吉宗に捨てられた過去を持つ隠し子であった。

## 劇画
小島剛夕によって劇画化され、双葉社、後にスタジオ・シップから販売されたが、現在絶版。ただし、Yahoo!コミックとeBookJapanにより電子書籍として読むことが可能である。

## テレビドラマ
1983年と1984年にフジテレビの単発時代劇枠『時代劇スペシャル』で特別番組としてドラマ化されたが、その評判が良かったため1984年に同局で連続ドラマ化され、主要キャストに田村三兄弟をそろえたことで話題になった。その後1993年にも再度特別ドラマ化された。
主人公・主丞の家紋が女性のキスマークだったり、「名君」として描かれる徳川吉宗を「権力ボケだが憎めないところのある馬鹿殿」として描いたりするなど、異色の脚色内容であった。

### 第1作（1983年）
『お毒味役主丞 乾いて候』のタイトルで、1983年6月17日に放送された。
スタッフ
- 企画：高橋久仁男、佐伯明
- プロデューサー：南條武史、大崎陽一郎
- 脚本：志村正浩
- 監督：原田雄一
- 音楽：津島利章
  - ※津島利章による劇中の音楽の一部は、後に「鬼平犯科帳」でも使用されている。

- 製作：フジテレビ、東映

キャスト
- 腕下主丞：田村正和
- 徳川吉宗：田村高廣
- 大岡越前：中山仁
- 管：真行寺君枝
- 月光院：長内美那子
- おえん：上村香子
- 甲賀大浄助：綿引勝彦
- 間部詮房：久富惟晴
- ナレーター：田村亮

| フジテレビ系 時代劇スペシャル               | フジテレビ系 時代劇スペシャル       | フジテレビ系 時代劇スペシャル   |
| 前番組                                      | 番組名                              | 次番組                          |
| ------------------------------------------- | ----------------------------------- | ------------------------------- |
| 十六文からす堂 初夜は血の匂い （1983.6.10） | お毒味役主丞 乾いて候 （1983.6.17） | お庭番秘聞 暗殺者 （1983.6.24） |

### 第2作（1984年）
『乾いて候 お毒見役必殺剣』のタイトルで、1984年1月26日に放送された。引き続き『時代劇スペシャル』枠だが、前作とは放送枠が異なり、木曜21:02 - 22:48での放送となる。
スタッフ
- 企画：高橋久仁男、佐伯明
- プロデューサー：南條武史、大崎陽一郎
- 脚本：志村正浩
- 監督：原田雄一
- 音楽：津島利章
- 製作：フジテレビ、東映

キャスト
- 腕下主丞：田村正和
- 徳川吉宗：田村高廣
- 大岡越前：中山仁
- 山内伊賀亮：梅宮辰夫
- 管：真行寺君枝
- さみ：左時枝
- お紋：竹井みどり
- 須藤采女：菅貫太郎
- 板倉周防守：遠藤太津朗
- 曽根晴美
- 渡海屋六郎右衛門：北村英三
- 天一坊：松岡章夫
- 堀内一市、大木晤郎
- 戸塚孝、川浪公次郎、高並功、宮城幸生
- 有島淳平、森源太郎、波多野博、木谷邦臣、笹木俊志、平河正雄、池田謙治、泉好太郎、大月正太郎、壬生新太郎、橋中精四郎、和田賢司、遠山金次郎
- 内山みどり（ミス映画村）、黒田弥栄、冴月美和、藤井千賀子、山添恵理、米田真理子、岡嶋艶子、星野美恵子、淡城みゆき
- ナレーター：田村亮

| フジテレビ系 時代劇スペシャル           | フジテレビ系 時代劇スペシャル         | フジテレビ系 時代劇スペシャル |
| 前番組                                  | 番組名                                | 次番組                        |
| --------------------------------------- | ------------------------------------- | ----------------------------- |
| 同心部屋御用帳 江戸の旋風 （1984.1.19） | 乾いて候 お毒味役必殺剣 （1984.1.26） | 暗殺指令 （1984.2.2）         |

### 連続ドラマ
1984年8月23日から同年9月27日まで木曜22:00 - 22:54で放送。全6回。本作をもって半年続いたこの枠は廃枠となり、次作『オレゴンから愛』からは『（ナショナル）木曜劇場』となる。
スタッフ
- 企画：能村庸一、松平乗道
- プロデューサー：桑原秀郎、清水敬三
- プロデューサー補：亀岡正人
- 脚本：志村正浩
- 監督：原田雄一(第1,2,5,6話)、岡本静夫(第3,4話)
- 音楽：広瀬量平
- 製作：フジテレビ、東映

キャスト
- 腕下主丞：田村正和
- 徳川吉宗：田村高廣
- 大岡越前：田村亮
- 中井貴恵
- 山口果林
- 近藤洋介
- 勝部演之
- 織本順吉
- 島田順司
- 月光院：江波杏子
- 中村久美
- 本阿弥周子
- 真夏竜
- 江原真二郎
- 徳川宗春：磯部勉
- 間部詮房:菅貫太郎
- 睦五朗
- 山田吾一
- 守屋俊志
- 苅谷俊介
- 黒田福美
- 川浪公次郎
- 松本留美
- 甲賀大浄助:石橋蓮司
- 船戸順
- 平泉成
- 風祭ゆき
- 風間舞子
- 泉じゅん
- 松岡明美
- 日高久美子
- 加藤由美
- 諏訪裕子、松村真弓、悠木江夏、澤村杏子
- ナレーター:平光淳之助

各話タイトル
1. お毒味役参上!
2. 妖花・月光院始末
3. 徳川暗殺記
4. 女難人斬り旅
5. 天一坊・疑惑の血脈
6. お毒味役最後の賭け

| フジテレビ系 木曜22時枠       | フジテレビ系 木曜22時枠 | フジテレビ系 木曜22時枠                    |
| 前番組                        | 番組名                  | 次番組                                     |
| ----------------------------- | ----------------------- | ------------------------------------------ |
| 夏の怪談シリーズ              | 乾いて候                | オレゴンから愛 ※ここからナショナル木曜劇場 |
| フジテレビ系 木曜22時枠時代劇 |                         |                                            |
| 夏の怪談シリーズ              | 乾いて候                | （廃枠）                                   |

### 第4作（1993年）
『乾いて候 母は生きていた!?その背後に潜む陰謀を田村三兄弟が斬る!!』のタイトルで、1993年4月7日（水曜日）の19:30 - 21:24に放送された。
スタッフ
- 企画：能村庸一、佐伯明、江平光男
- プロデューサー：小川晋一、伊駒伊織、上阪久和
- 脚本：宮川一郎、伊坂博
- 監督：井上昭
- 音楽：川崎真弘
- 製作：フジテレビ、東映

キャスト
- 腕下主丞：田村正和
- 徳川吉宗：田村高廣
- 大岡越前：田村亮
- おしの：八千草薫
- おえん：池上季実子
- 土屋相模守：綿引勝彦
- 妙桂院：二宮さよ子
- 松平忠正：本田博太郎
- 宮崎ますみ
- 長門裕之
- 芦川よしみ
- 清水綋治
- 未來貴子
- 川口敦子
- 岩本千春
- 大東俊治
- 崎津隆介
- 荘田優志
- 桂川京子、太田和余、浜崎涼子、丹羽美奈子、前川恵美子、和気千枝、久奈慈、分寺裕美、勇家寛子、西岡ちあき、泉千夏、細谷千絵、宮永淳子
- 大木晤郎、疋田泰盛、波多野博、笹木俊志、浜田雄史、藤沢徹夫、木谷邦臣、壬生新太郎、諸鍛冶裕太、青木哲也、浅田祐二、伊藤和真、小笠原裕之
- ナレーター：橋爪功

## 舞台
乾いて候（1987年）大阪新歌舞伎座
　出演：田村正和、北村和夫、沖直美、志垣太郎（弟役）
　　　　（1988年）新橋演舞場
　出演：田村正和、北村和夫、沖直美、丹羽貞仁（弟役）
　　　　（1989年）大阪新歌舞伎座
出演：田村正和、久野綾希子、沖直美、坂上忍（弟役）
乾いて候　切なく生きて（1992年）新橋演舞場
出演：田村正和、長門裕之、波乃久理子、沖直美。吉川十和子、丹羽貞仁、大門正明、綿引勝彦
　　　　　　　　　　（1993年）大阪新歌舞伎座
出演：田村正和、長門裕之、波乃久理子、沖直美。吉川十和子、丹羽貞仁、大門正明、綿引勝彦
　　　　　　　　　　（2000年）大阪松竹座
出演：田村正和、北村和夫、平淑恵、片岡京子、奈良富士子、丹羽貞仁、滝田裕介、菅野菜保之、大和田伸也
新・乾いて候（2005年）
出演：田村正和